# Cinéma angolais
 (octobre 2021).

Drapeau angolais sur un clap de cinéma

Le cinéma angolais apparaît après la Seconde Guerre mondiale.

## Histoire
L'ancienneté et le développement de l'empire colonial portugais en Afrique expliquent l'attrait exotique du pays : paysages, peuples, cultures, coutumes.

### Angola colonie portugaise
Le premier film connu et inventorié, O Caminho de Ferro de Benguela (Le Chemin de fer de Benguela) est réalisé par Artur Pereira en 1913.
Jusqu'à la fin des années 1940, l'Agence Générale des Colonies et les missions cinématographiques en Angola produisent une série de films documentaires, dont Exposition provinciale d'agriculture, élevage et industrie (1923), Chipinica, Soba do Dilolo, Préparation du café, Richesses d'Amboim, Angola économique (1929).
Le premier long métrage de fiction, O Feitiço do Império (Le Sort de l'empire) (1940) est réalisé par António Lopes Ribeiro (1908-1995).
Dans les années 1950 et 1960, divers documentaires notables sont réalisés, dont :
- Ensino em Angola (Enseigner en Angola, 1950) de Ricardo Malheiro,
- Angola en mars (1952), de Felipe de Solms,
- La Terre et les peuples (1954), d'António Sousa,
- la série Notícias de Angola (1957-1961), de João Silva,
- Le Roman de Luachimo (1968), de Baptista Rosa.

Parmi les institutions susceptibles de produire des films en territoire angolais, rivalisent le Service de cartographie de l'armée, le Centre d'information et de tourisme d'Angola (CITA), Telecine-Moro et Cinangola Filmes.
Le film documentaire  Angola, na Guerra e no Progresso (1971, Angola en guerre et en progrès), du lieutenant Quirino Simões, est le premier film portugais au format 70 mm. Pendant la période de la guerre coloniale, sont enregistrés les plus grands nombres de productions de films de fiction, notamment :
- A Voz do Sangue (1965), d' Augusto Fraga (1910-2000),
- Captain Singrid (1967), de Jean Leduc (1922-1996),
- Un Italien en Angola (1968), d'Ettore Scola (1931-2016),
- Rarement (1972) d'António Sousa,
- Maltais, bourgeois et parfois ... (1973), d'Artur Semedo,
- Tant qu'il y a la guerre, il y a de l'espoir (1974), d'Alberto Sordi (1920-2003).

Dans le même temps, depuis la fin des années 1960, les archives anti-coloniales du département Information et propagande du MPLA et les films Monangambée (Sous contrat, 1971) et Sambizanga (1972) de Sarah Maldoror (1939-), inspirés par les œuvres de José Luandino Vieira (1935-), instituent un cinéma d'intervention qui va s'affirmer avec l'indépendance du pays.
Parmi les films en partie tournés à l'époque coloniale :
- Canta Angola, film de Ariel de Bigault[4],[5], Bibliothèque publique d'information Centre Pompidou, Paris, 2000, 59 min (DVD)

### Depuis l'indépendance (1975)
Les cadres de Promocine et de la Televisão Pública de Angola (TPA) reçoivent une formation rapide. Et le nouveau cinéma angolais, post-colonial, peut commencer à accompagner la mobilisation populaire pour le nouveau pays, en enregistrant les conditions de vie et de travail des ouvriers et des paysans, et leurs activités politico-militaires : 
- Sou Angolano, Trabalho com Força (Angolais, travail  de force) (1975), de Ruy Duarte (1941-2010),
- Un festin à vivre (1976), de Ruy Duarte,
- Résistance populaire d'António Ole,
- Benguela (1976), d'Asdrubal Rebelo,
- La lutte continue (1976), d'Asdrubal Rebelo,
- les Actualidades, de Sousa e Costa
- les films de l'équipe Angola - Ano Zero, formée par les frères Victor, Francisco et Carlos Henriques, d'une grande importance pour le début d'une cinématographie angolaise.

Avec la TPA, l'Institut angolais du cinéma (IAC) et le Laboratoire national du cinéma (LNC) sont les organismes responsables de la production cinématographique, créés dans les structures de l'État. Sous leur direction, sont produits :
- Pamberi ne Zimbabwe (1981), de Carlos Henriques,
- Conceição Tchiambula (1982), de António Ole,
- Nelisita (1982) de Ruy Duarte de Carvalho
- Memoria de um dia (1982), de Orlando Fortunato.

Les situations politico-militaire et socio-économique se dégradent, entraînant celle des infrastructures et de la motivation des cinéastes et des techniciens. La production cinématographique s'étouffe :
- Levanta, fla et vamos (1986),  d'Asdrubal Rebelo,
- Caravana (1990), de Rogelio Paris, en co-production cubaine,
- Miradouro da Lua (1992), de Jorge António, première co-production luso-angolaise.

En 1999, l'appareil d'État angolais est remodelé : le LNC et le CCI sont supprimés, et leurs fonctions intégrées à l'Institut national des industries culturelles.

### XXIesiècle
L'État angolais, après la fin de la guerre civile, cherche à développer également les productions culturelles, particulièrement en audio-visuel. 
En 2003, est créé l'Institut angolais cinéma-audiovisuel-multimédia (Instituto Angolano de Cinema, Audiovisuais e Multimédia) (IACAM), en même temps qu'est mis en place un plan de sauvegarde et restauration des archives audiovisuelles nationales..
Parmi les films récents qui ont reçu un bon accueil international :
- Un héros, de Zézé Gamboa, sur la vie d'un ancien soldat dans les rues de Luanda, et qui remporte un prix au Festival du film de Sundance (2005),
- Dans la ville vide, de Maria João Ganga,
- O Comboio da Canhoca, de Orlando Fortunato.

## Salles
- Cine-Teatro Monumental (Benguela)
- Cine Atlântico (pt) (Luanda)
- Palais des Congrès (pt) (Luanda)
- Autres : New Angola Theater[6]
- Cine-Esplanada Flamingo (de)
- Cine-Esplanada Miramar (de)

## Réalisateurs
- Réalisateurs angolais (en)
  - Ruy Duarte de Carvalho (1941-2010)
  - Orlando Fortunato de Oliveira (en) (1946-)
  - Zeze Gamboa (1955-), Un héros (film, 2004), The Great Kilapy (en) (2012)
  - Pocas Pascoal (1963-)
  - Maria João Ganga (1964-)
  - Ndalu de Almeida Ondjaki (1977-)
  - Miguel Mayitondelua (?)[7], Palabras de cineastas angolanos (2014)
- Réalisateurs étrangers en Angola : Sarah Maldoror